# Lyngsjö församling
Lyngsjö församling var en församling i Lunds stift och i Kristianstads kommun. Församlingen uppgick 2000 i Everödsbygdens församling.

## Administrativ historik
Församlingen har medeltida ursprung.
Församlingen var till 1962 annexförsamling i pastoratet Köpinge och Lyngsjö. Från 1962 till 2000 var den annexförsamling i pastoratet Everöd, Östra Sönnarslöv och Lyngsjö. Församlingen uppgick 2000 i Everödsbygdens församling.

## Kyrkor
- Lyngsjö kyrka